# Petrakerk (Eindhoven)

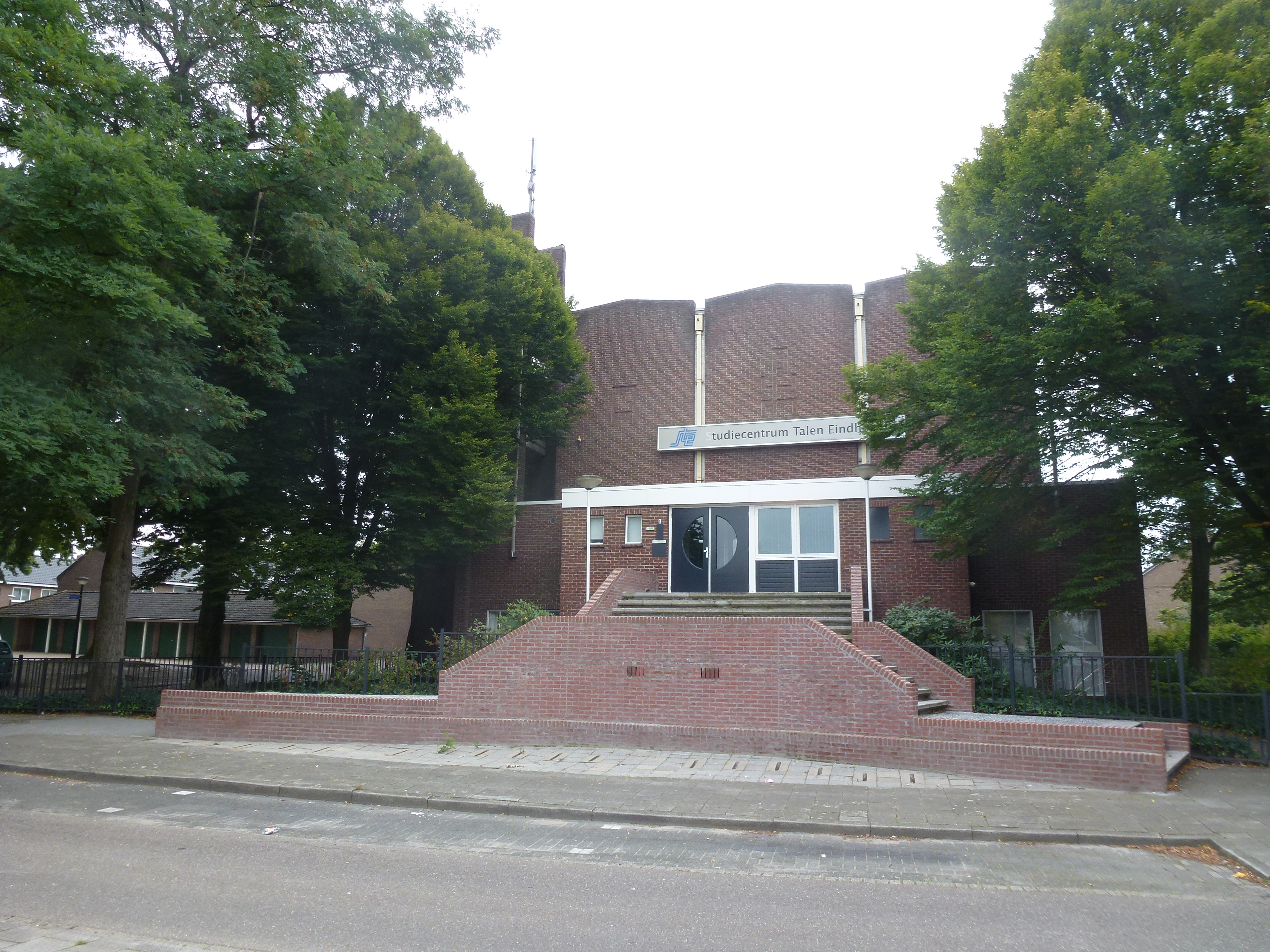
De Petrakerk in 2012

De Petrakerk is een kerkgebouw in het Eindhovense stadsdeel Stratum. Het is gelegen aan Heggeranklaan 1.
De Petrakerk werd gebouwd in 1956 en was het derde Gereformeerde kerkgebouw in Eindhoven, naast de Westerkerk en de Oosterkerk. Deze werden nu omgedoopt in Maranathakerk en Immanuëlkerk.
Omstreeks 1975 werd deze kerk afgestoten, en maakten de Gereformeerden voortaan gebruik van de Hervormde Opstandingskerk. De Petrakerk kreeg een niet-religieuze bestemming, en wel als studioruimte voor Omroep Brabant. Omstreeks 1998 verliet ook deze omroep het gebouw, dat de functie kreeg van kantoor en klaslokalen voor het "Studiecentrum Talen Eindhoven". Sinds 2017 is er het bedrijf Nobleo Technology er gevestigd.

## Gebouw
Het gebouw werd in modernistische stijl ontworpen door de architecten Cees Geenen en Leo Oskam. Het is uitgevoerd in baksteen en heeft de vorm van een blok met een opvallende hoogte. Ook heeft het hoge vensters en een bijna vrijstaande open klokkentoren die niet veel hoger is dan het kerkgebouw en voorzien is van balustrades.